# جان ویتوریو بالدی
جان ویتوریو بالدی (ایتالیایی: Gian Vittorio Baldi؛ ‏ ۳۰ اکتبر ۱۹۳۰ – ۲۳ مارس ۲۰۱۵) کارگردان فیلم، فیلم‌نامه‌نویس، تهیه‌کننده فیلم، و تدوین‌گر اهل ایتالیا بود. وی در رشته علوم اجتماعی از دانشگاه ساپینزای رم فارغ‌التحصیل شد و سپس در مرکز تجربی سینما ثبت‌نام کرد.  او فعالیت خود را به‌عنوان کارگردان فیلم‌های مستند کوتاه آغاز کرد و در سال ۱۹۵۸ با فیلم گریه دختران مجرد شیر طلایی بهترین فیلم کوتاه را در جشنواره فیلم ونیز از آن خود کرد.
از فیلم‌ها یا مجموعه‌های تلویزیونی که وی در آن‌ها نقش داشته است، می‌توان به چهار شب یک رؤیابین، خوکدانی و آخرین روز مدرسه پیش از کریسمس اشاره نمود.